# Bohumil Šimek
Bohumil Šimek (* 2. března 1959 Brno) je český politik a policista, v letech 2016 až 2020 hejtman Jihomoravského kraje, v letech 2015 až 2016 ředitel Městské policie Brno, nestraník za hnutí ANO 2011.

## Život
V roce 1979 začínal pracovní kariéru jako prodejce v podniku Zetor Brno. V letech 1979 až 1990 působil jako vedoucí odboru informační soustavy ve Státním projektovém ústavu Brno. Získal vysokoškolské vzdělání na Právnické fakultě Univerzity Jana Evangelisty Purkyně v Brně (dnešní Masarykova univerzita). V roce 1990 absolvoval magisterský obor právo (získal titul Mgr.) a o rok později úspěšně složil rigorózní zkoušku v témže oboru (získal titul JUDr.).
V roce 1990 nastoupil k policii jako vyšetřovatel, v letech 1993 až 2008 byl šéfem Okresního ředitelství Policie ČR Brno-venkov. Posléze nastoupil na Krajský úřad Jihomoravského kraje, byl vedoucím sekretariátu hejtmana Michala Haška a bezpečnostním ředitelem. Z této pozice odešel po čtyřech letech, neboť bylo jeho místo zrušeno.
Od poloviny roku 2013 působil u Městské policie Brno (MPB). Nejprve byl náměstkem ředitele pro majetkové záležitosti, od února 2014 byl řízením této instituce pověřen, jelikož předchozí ředitel Jaroslav Přikryl byl ze svého postu odvolán kvůli svému odsouzení za zneužití pravomoci. V květnu 2015 jej pak do funkce řádného ředitele Městské policie Brno zvolilo městské zastupitelstvo. S účinností od 14. prosince 2016 pověřilo brněnské zastupitelstvo řízením městské policie Luboše Oprchala, stávajícího prvního náměstka MPB, který ji jako ředitel povede po dobu, kdy bude Bohumil Šimek hejtmanem.
Bohumil Šimek je ženatý, má jednu dceru.

## Politické působení
V únoru 2016 se stal lídrem kandidátky hnutí ANO 2011 pro krajské volby 2016 do Zastupitelstva Jihomoravského kraje a byl zvolen zastupitelem. Vítězné hnutí ANO 2011 následně uzavřelo koalici se třetí ČSSD, šestým uskupením TOP 09 s podporou starostů a "Žít Brno" a sedmým uskupením "Starostové pro Jižní Moravu" (tj. STAN a SOM). Na ustavujícím zasedání byl 16. listopadu 2016 zvolen hejtmanem Jihomoravského kraje (obdržel 55 hlasů od 64 přítomných zastupitelů).
Ve volbách do Poslanecké sněmovny PČR v roce 2017 kandidoval jako nestraník za hnutí ANO 2011 v Jihomoravském kraji, ale neuspěl. V komunálních volbách v roce 2018 kandidoval jako nestraník za hnutí ANO 2011 do Zastupitelstva města Brna, ale taktéž neuspěl (skončil jako druhý náhradník). Ve stejných volbách nebyl zvolen ani zastupitelem městské části Brno-Židenice (figuroval na posledním místě kandidátky).
Po rezignaci Petra Vokřála se stal novým lídrem kandidátky hnutí ANO 2011 v krajských volbách v roce 2020 v Jihomoravském kraji. Mandát krajského zastupitele se mu podařilo obhájit. Hnutí ANO 2011 se ale po volbách nestalo součástí nové koalice a tak dne 11. listopadu 2020 skončil ve funkci hejtmana, nahradil jej Jan Grolich z KDU-ČSL. Ve volbách v roce 2024 již nekandidoval.